# Achim Arbeiter
Achim Arbeiter (* 3. September 1958 in Dierdorf) ist ein deutscher Christlicher Archäologe. Sein Forschungsgebiet ist die spätantike, frühchristliche und frühmittelalterliche Kunst der iberischen Halbinsel.

## Leben
Achim Arbeiter wuchs bei Celle auf und legte 1977 am Ernestinum Celle sein Abitur ab. Von 1977 bis 1979 studierte er Kunstgeschichte, Mittelalterliche und Neuere Geschichte sowie Völkerkunde an der Universität Mainz und von 1979 bis 1983 an der Universität Hamburg. 1983 wurde er in Hamburg mit einer Arbeit zu Alt-St. Peter in Rom promoviert. In den folgenden Jahren war er an der Abteilung Madrid des Deutschen Archäologischen Instituts beschäftigt, die dortige Tätigkeit wurde jedoch mehrfach von anderen Aktivitäten unterbrochen. Zuletzt war Arbeiter dort Referent für Frühchristliche Archäologie. 1990 verbrachte er ein halbes Jahr an der Abteilung Rom des Deutschen Archäologischen Instituts, wo er zu den Mosaiken von S. Costanza forschte. 1990/91 war er Inhaber des Reisestipendiums des DAI. 1996 zog er nach Saarbrücken, wo er an der Universität des Saarlandes Lehraufträge wahrnahm. Arbeiter habilitierte sich 1997 mit der Arbeit Die Mosaiken von S. Costanza in Rom bei Beat Brenk an der Universität Basel. Diese Arbeit erschien ergänzt zusammen mit der bauhistorischen Untersuchung des Baues durch Jürgen J. Rasch  im Jahr 2007. Seit 1998 ist er Professor für Christliche Archäologie und Byzantinische Kunstgeschichte an der Universität Göttingen.
Der verheiratete Vater zweier Kinder war von 2004 bis 2008 Vorsitzender der Arbeitsgemeinschaft Christliche Archäologie zur Erforschung spätantiker, frühmittelalterlicher und byzantinischer Kultur. Arbeiter ist korrespondierendes Mitglied des Deutschen Archäologischen Instituts. 2023 gaben Sait Can Kutsal und Fedor Schlimbach gemeinsam mit früheren Schülern und Mitarbeitern Achim Arbeiters eine Festschrift aus Anlass seines 65. Geburtstags sowie seines 25-jährigen Professorenjubiläum heraus, die frei im Internet zugänglich ist. Sie enthält auch ein Schriftenverzeichnis Arbeiters.

## Schriften
- Alt-St. Peter in Geschichte und Wissenschaft. Abfolge der Bauten, Rekonstruktion, Architekturprogramm. Gebrüder Mann, Berlin 1988, ISBN 3-7861-1410-2.
- Helmut Schlunk: Die Mosaikkuppel von Centcelles. Aus dem Nachlaß für den Druck bearbeitet und mit Anmerkungen versehen von Achim Arbeiter (= Madrider Beiträge Band 13). Philipp von Zabern, Mainz 1988, ISBN 3-8053-0921-X.
- mit Hermanfrid Schubart und Sabine Noack-Haley (Hrsg.): Funde in Portugal (= Sternstunden der Archäologie Band 12). Muster-Schmidt, Göttingen / Zürich 1993, ISBN 3-7881-1512-2.
- mit Sabine Noack-Haley: Hispania antiqua. Christliche Denkmäler des frühen Mittelalters vom 8. bis ins 11. Jahrhundert. Philipp von Zabern, Mainz 1999, ISBN 3-8053-2312-3.
- mit Jürgen J. Rasch: Das Mausoleum der Constantina in Rom (= Spätantike Zentralbauten in Rom und Latium, Band 4). Philipp von Zabern, Mainz 2007, ISBN 978-3-8053-3514-0.
- mit Christiane Kothe und Bettina Marten (Hrsg.): Hispaniens Norden im 11. Jahrhundert. Christliche Kunst im Umbruch. Internationale Tagung, Göttingen, 27. bis 29. Februar 2004. Imhof, Petersberg 2009, ISBN 978-3-86568-509-4.
- mit Dieter Korol (Hrsg.): Der Kuppelbau von Centcelles. Neue Forschungen zu einem enigmatischen Denkmal von Weltrang. Internationale Tagung des Deutschen Archäologischen Instituts im Goethe-Institut Madrid (22.-24.11.2010) (= Iberia archaeologica Band 21). Wasmuth, Tübingen 2015, ISBN 978-3-8030-0242-6.